# Onthophagus apicetinctus
Onthophagus apicetinctus är en skalbaggsart som beskrevs av D'orbigny 1900. Onthophagus apicetinctus ingår i släktet Onthophagus och familjen bladhorningar. Inga underarter finns listade i Catalogue of Life.